# Léa Drucker
Léa Druker (23 de janeiro de 1972) é uma atriz francesa.

## Teatro
- 1996 : Les Vilains de Marjorie Nakache, diretor Marjorie Nakache
- 1996 : Plaidoyer pour un boxeur de Marcia Romano, diretor Serge Brincat
- 1999 : Le Projet de Gilles Dyrek, Frédéric Hulné, Arnaud Lemort e Philippe Vieuxort, diretor Gilles Dyrek
- 1999 : Le Misanthrope de Molière, diretor Roger Hanin
- 1999 : Lysistrata de Aristophanes, diretor Samuel Serreau-Labib
- 1999 : Le Mot de Victor Hugo, diretor Xavier Marcheschi
- 1999 : El Burlador de Sevilla de Tirso de Molina, diretor Jean-Louis Jacopin
- 2000 : Extrême Nudité de Christiane Liou, diretor Hans Peter Cloos, Théâtre Essaïon
- 2000 : Dany et la grande bleue de John Patrick Shanley, diretor John R. Pepper
- 2002 : Mangeront-ils ? de Victor Hugo, diretor Benno Besson, Théâtre Vidy-Lausanne, Théâtre des Célestins, Théâtre national de Bretagne
- 2003 : Mangeront-ils ? de Victor Hugo, diretor Benno Besson, Théâtre de Bourg-en-Bresse, Théâtre de la Ville
- 2003 :  84, Charing Cross Road de Hélène Hanff, diretor Serge Hazanavicius, Théâtre de l'Atelier
- 2004 : Trois Jours de pluie de Richard Greenberg
- 2006 : Blanc de Emmanuelle Marie, diretor Zabou Breitman, Théâtre de la Madeleine
- 2006 : La folle et véritable vie de Luigi Prizzoti de Édouard Baer